# 1604
Il 1604 (MDCIV in numeri romani) è un anno bisestile del XVII secolo.
L'anno 1604 (in MDCIV) era un anno di salto cominciante il mercoledì (il link mostra l'intero calendario) del calendario gregoriano (oppure un anno di salto cominciante il lunedì del calendario giuliano (di 10 giorni più lento).

## Eventi

### Per località

#### Europa
- 18 aprile – Miracolo eucaristico di Mogoro
- 5 agosto – A Genova viene fondato l'Ordine della Santissima Annunziata, detto delle Monache Turchine.
- 28 agosto – Trattato di Londra: Fine della ventennale guerra anglo-spagnola.
- Fondazione della Biblioteca Angelica di Roma, prima biblioteca pubblica italiana.

#### America settentrionale
- Giugno: Pierre du Gua fonda il primo insediamento francese nel Nuovo Mondo, precisamente in un'isola sul fiume Saint Croix (Maine).

### Per categoria

#### Astronomia
- 9 ottobre: primo avvistamento dell'esplosione di una supernova nella costellazione dell'Idra, fenomeno osservato anche dall'astronomo Keplero.

## Nati

### Gennaio
- 4 gennaio - Jacob Balde, gesuita, poeta e latinista tedesco († 1668)
- 23 gennaio - Girolamo Nicolino, storico e giurista italiano († 1664)

### Febbraio
- 2 febbraio - Juan de Leyva de la Cerda, spagnolo († 1678)
- 6 febbraio - Jean Varin, scultore e medaglista francese († 1672)
- 18 febbraio - Ippolito Marracci, presbitero e teologo italiano († 1675)

### Marzo
- 4 marzo - Niccolò Gherardini, biografo italiano († 1678)
- 7 marzo - Gabriel Perelle, incisore e disegnatore francese († 1677)
- 10 marzo - Johann Rudolph Glauber, alchimista, farmacista e chimico tedesco († 1670)
- 18 marzo - Giovanni IV del Portogallo, nobile portoghese († 1656)
- 23 marzo - Girolamo Colonna, cardinale e arcivescovo cattolico italiano († 1666)
- 27 marzo - Filippo San Martino di Agliè, politico, letterato e musicista italiano († 1667)
- 28 marzo - Domenico Magri, presbitero e orientalista maltese († 1672)

### Aprile
- 4 aprile - Bartolomeo Bocchini, poeta e attore italiano
- 5 aprile - Carlo IV di Lorena, nobile († 1675)
- 9 aprile - Francesco Enrico di Sassonia-Lauenburg, nobile tedesco († 1658)
- 17 aprile - Gian Giacomo Barbelli, pittore italiano († 1656)
- 23 aprile - Orazio Ricasoli Rucellai, letterato, filosofo e scienziato italiano († 1674)

### Maggio
- 1º maggio - Luigi di Borbone-Soissons, nobile francese († 1641)
- 8 maggio - Andrea Vaccaro, pittore italiano († 1670)
- 10 maggio - Jean Mairet, drammaturgo e diplomatico francese († 1686)

### Giugno
- 4 giugno - Claudia de' Medici, nobile italiana († 1648)
- 10 giugno - John Manners, VIII conte di Rutland, politico inglese († 1679)
- 17 giugno - Giovanni Maurizio di Nassau-Siegen, conte tedesco († 1679)
- 30 giugno - Margherita Elisabetta di Leiningen-Westerburg, nobile tedesca († 1667)

### Luglio
- 8 luglio - Heinrich Albert, compositore e poeta tedesco († 1651)
- 8 luglio - Christiaen van Couwenbergh, pittore olandese († 1667)

### Agosto
- 4 agosto - François Hédelin, drammaturgo e scrittore francese († 1676)
- 8 agosto - François de Rouxel de Médavy, arcivescovo cattolico francese († 1691)
- 10 agosto - Achille Sergardi, ammiraglio italiano († 1671)
- 12 agosto - Tokugawa Iemitsu, militare giapponese († 1651)
- 16 agosto - Bernardo di Sassonia-Weimar, principe tedesco († 1639)
- 31 agosto - Famiano Michelini, matematico e scienziato italiano († 1665)

### Settembre
- 21 settembre - Angelo Michele Colonna, pittore italiano († 1687)
- 24 settembre - Gianfrancesco Morosini, patriarca cattolico italiano († 1678)

### Ottobre
- 1º ottobre - Girolamo Graziani, poeta, letterato e nobile italiano († 1675)
- 4 ottobre - Baccio del Bianco, pittore, architetto e scenografo italiano († 1656)
- 4 ottobre - François Le Mercier, gesuita francese († 1690)
- 22 ottobre - Simon Le Moyne, gesuita francese († 1665)

### Novembre
- 3 novembre - Osman II, sultano ottomano († 1622)
- 7 novembre - Bernardo da Offida, religioso italiano († 1694)
- 21 novembre - Filippo Picinelli, prete e teologo italiano († 1678)
- 26 novembre - Johannes Bach, musicista tedesco († 1673)

### Dicembre
- 31 dicembre - Lorenzo Renier, ammiraglio italiano († 1661)

### Senza giorno specificato
- Cesare Abbelli, poeta italiano († 1683)
- Louis Abelly, vescovo cattolico e teologo francese († 1691)
- Akile Hatun, nobildonna ottomana
- Iacopo Altoviti, patriarca cattolico italiano († 1693)
- François Anguier, scultore francese († 1669)
- Gennaro Annese, rivoluzionario italiano († 1648)
- Mario Balassi, pittore italiano († 1667)
- Giovenale Boetto, architetto, pittore e incisore italiano († 1678)
- Abraham Bosse, incisore francese († 1676)
- Francesco Buti, poeta e librettista italiano († 1682)
- Girolamo Carafa, vescovo cattolico italiano († 1683)
- Chöying Dorje, monaco buddhista tibetano († 1674)
- Charles Cotin, poeta, filosofo e predicatore francese († 1681)
- Dirck van Delen, incisore, pittore e disegnatore olandese († 1671)
- John Eliot, missionario britannico († 1690)
- Antoine III de Gramont, nobile, militare e diplomatico francese († 1678)
- Philippe Habert, poeta francese († 1637)
- Daniel van Heil, pittore fiammingo († 1662)
- Hushang Mirza, principe indiano († 1628)
- Mathieu Le Nain, pittore francese († 1677)
- Francesca Barbara del Liechtenstein, principessa austriaca († 1655)
- Giovanni Lucio, storico dalmata († 1679)
- Gian Battista Macolino, pittore italiano († 1673)
- Marie-Madeleine d'Aiguillon, nobildonna francese († 1675)
- Giuseppe Mattei Orsini, I duca di Paganica, militare, nobile e collezionista d'arte italiano († 1660)
- Menasseh ben Israel, filosofo e rabbino portoghese († 1657)
- Giovanni Battista Michelini, pittore italiano († 1655)
- Johann Jacob Pock, architetto e scultore tedesco († 1651)
- Edward Pococke, biblista, orientalista e ebraista inglese († 1691)
- Nicolas Prévost, pittore francese († 1670)
- Pierre-Paul Riquet, ingegnere francese († 1680)
- Elena Cassandra Tarabotti, religiosa e scrittrice italiana († 1652)
- Silahdar Yusuf Pascià, militare ottomano († 1646)
- Zheng Zhilong, militare, pirata e mercante cinese († 1661)
- Charles de Menou d'Aulnay, navigatore, militare e funzionario francese († 1650)
- İslâm III Giray († 1654)

## Morti

### Gennaio
- 4 gennaio - Ferenc I Nádasdy, nobile (n. 1555)
- 9 gennaio - Pirro I Visconti Borromeo, nobile, mecenate e militare italiano (n. 1560)
- 17 gennaio - Santino Garsi da Parma, musicista e compositore italiano (n. 1542)

### Febbraio
- 6 febbraio - Giandomenico Rebiba, vescovo cattolico italiano
- 13 febbraio - Caterina di Borbone, nobile (n. 1559)
- 20 febbraio - Mateo Flecha il Giovane, compositore spagnolo
- 29 febbraio - Lucio Sassi, cardinale e vescovo cattolico italiano (n. 1521)
- 29 febbraio - John Whitgift, arcivescovo anglicano britannico (n. 1530)

### Marzo
- 3 marzo - Fausto Sozzini, teologo italiano (n. 1539)
- 3 marzo - Álvaro Manrique de Zúñiga, nobile spagnolo (n. 1532)
- 7 marzo - Minuccio Minucci, arcivescovo cattolico italiano (n. 1551)
- 13 marzo - Arnaud d'Ossat, cardinale, diplomatico e vescovo cattolico francese (n. 1537)

### Aprile
- 14 aprile - Ernesto Federico di Baden-Durlach, nobile tedesco (n. 1560)
- 19 aprile - Kuroda Yoshitaka, militare giapponese (n. 1546)
- 25 aprile - Pietro de' Medici, nobile, generale e politico italiano (n. 1554)
- 26 aprile - John Hamilton, I marchese di Hamilton, nobile scozzese (n. 1535)

### Maggio
- 4 maggio - Claudio Merulo, organista e compositore italiano (n. 1533)
- 13 maggio - Cristina d'Assia, nobile tedesca (n. 1543)
- 20 maggio - Simeone Tagliavia d'Aragona, cardinale e arcivescovo cattolico italiano (n. 1550)
- 25 maggio - Pietro Ernesto I di Mansfeld (n. 1517)

### Giugno
- 10 giugno - Isabella Andreini, attrice teatrale, scrittrice e poetessa italiana (n. 1562)
- 18 giugno - Johann Conrad Meyer, giurista e politico svizzero (n. 1544)
- 24 giugno - Edward de Vere, nobile e poeta inglese (n. 1550)

### Luglio
- 2 luglio - Benedetto Mandina, giurista e vescovo cattolico italiano (n. 1548)
- 9 luglio - Giacomo Del Duca, architetto e scultore italiano (n. 1520)
- 9 luglio - Anne Russell, nobildonna inglese (n. 1548)
- 14 luglio - Gaspare de Bono, presbitero spagnolo (n. 1530)
- 26 luglio - Sebastiano Bagolino, poeta italiano (n. 1562)
- 26 luglio - Malkoç Yavuz Ali Pascià, politico ottomano

### Agosto
- 2 agosto - Diego Enríquez de Guzmán y de Toledo, politico e nobile spagnolo
- 3 agosto - Bernardino de Mendoza, militare, diplomatico e scrittore spagnolo
- 8 agosto - Horio Tadauji, militare giapponese (n. 1578)
- 12 agosto - Giovanni I del Palatinato-Zweibrücken, nobile (n. 1550)
- 29 agosto - Hamida Banu Begum, nobildonna indiana (n. 1527)
- 29 agosto - Ottone Enrico del Palatinato-Sulzbach, nobile (n. 1556)
- 30 agosto - Giovanni Giovenale Ancina, vescovo cattolico e compositore italiano (n. 1545)

### Settembre
- 10 settembre - William Morgan, vescovo anglicano gallese (n. 1545)
- 12 settembre - Luigi Gontrano di Nassau-Katzenelnbogen, nobile e generale olandese (n. 1575)
- 15 settembre - Bernardo Canigiani, letterato e ambasciatore italiano (n. 1524)
- 15 settembre - Murakami Takeyoshi, militare giapponese (n. 1533)
- 22 settembre - Dorothy Stafford, nobile inglese (n. 1526)
- 23 settembre - Gabriel Vázquez, gesuita, teologo e filosofo spagnolo (n. 1549)

### Ottobre
- 9 ottobre - Luigi IV d'Assia-Marburgo, nobile tedesco (n. 1537)
- 12 ottobre - Serafino da Montegranaro, francescano italiano (n. 1540)
- 22 ottobre - Domingo Báñez, religioso e teologo spagnolo (n. 1528)
- 25 ottobre - Claudio de La Trémoille, nobiluomo francese (n. 1566)
- 26 ottobre - Filippo Pigafetta, viaggiatore, militare e letterato italiano (n. 1533)

### Novembre
- 8 novembre - Chiara Matraini, poetessa italiana (n. 1515)
- 23 novembre - Francesco Barozzi, matematico italiano (n. 1537)
- 23 novembre - Cipriano Valorsa, pittore italiano
- 29 novembre - Ercole di Monaco, nobile monegasco (n. 1562)

### Dicembre
- 31 dicembre - George Hastings, IV conte di Huntingdon, nobile e politico inglese (n. 1540)

### Senza giorno specificato
- Celso Adorno, religioso italiano (n. 1567)
- Marcello Adriani il Giovane, filologo e letterato italiano (n. 1562)
- Vittorio Algarotti, medico italiano (n. 1533)
- Amakasu Kagemochi, militare giapponese
- Ludovico Balbi, francescano e compositore italiano
- Pier Angelo Basili, pittore italiano
- Filippo Bellini, pittore italiano (n. 1550)
- Martín de Bertendona, ammiraglio spagnolo (n. 1530)
- Anna Bianchini, modella italiana
- Michele II Bonelli, militare italiano (n. 1551)
- Gabriel Bounin, drammaturgo francese (n. 1520)
- Achille Calici, pittore italiano
- Cerrah Mehmed Pascià, politico ottomano
- Thomas Churchyard, militare, poeta e traduttore inglese
- Giovanni Battista Collepietra, architetto e ingegnere italiano (n. 1530)
- Giovanni Desideri, vescovo cattolico italiano (n. 1568)
- Étienne Dupérac, architetto francese
- Luigi Eredia, poeta italiano
- Juan Fernández, esploratore e navigatore spagnolo (n. 1536)
- Niccolò Fiammingo, scultore fiammingo
- Antonio da Gama, giurista portoghese (n. 1520)
- Hubert van Giffen, giurista e filologo classico olandese (n. 1534)
- Antonio Guidi, vescovo cattolico italiano
- Ludovico II Lodron, nobile e condottiero italiano (n. 1558)
- Ma Shouzhen, pittrice e poetessa cinese
- Ludovico Molin, arcivescovo cattolico italiano
- Paolo Morigia, storico italiano (n. 1525)
- Giovanni di Persia, diplomatico, scrittore e nobile persiano (n. 1560)
- Girolamo Porro, incisore italiano (n. 1520)
- Sebastián Raval, compositore spagnolo
- Ottavio Semino, pittore italiano
- Giovanni Battista Tinti, pittore italiano (n. 1558)
- Richard Topcliffe, nobile e investigatore inglese (n. 1531)
- Luigi Valloni, pittore italiano
- Salomon Vredeman de Vries, pittore fiammingo

## Calendario
| Calendario 1604 | Calendario 1604 | Calendario 1604 | Calendario 1604 | Calendario 1604 | Calendario 1604 | Calendario 1604 | Calendario 1604 | Calendario 1604 | Calendario 1604 | Calendario 1604 | Calendario 1604 | Calendario 1604 | Calendario 1604 | Calendario 1604 | Calendario 1604 | Calendario 1604 | Calendario 1604 | Calendario 1604 | Calendario 1604 | Calendario 1604 | Calendario 1604 | Calendario 1604 | Calendario 1604 | Calendario 1604 | Calendario 1604 | Calendario 1604 | Calendario 1604 | Calendario 1604 | Calendario 1604 | Calendario 1604 | Calendario 1604 | Calendario 1604 |
| --------------- | --------------- | --------------- | --------------- | --------------- | --------------- | --------------- | --------------- | --------------- | --------------- | --------------- | --------------- | --------------- | --------------- | --------------- | --------------- | --------------- | --------------- | --------------- | --------------- | --------------- | --------------- | --------------- | --------------- | --------------- | --------------- | --------------- | --------------- | --------------- | --------------- | --------------- | --------------- | --------------- |
|                 | 1               | 2               | 3               | 4               | 5               | 6               | 7               | 8               | 9               | 10              | 11              | 12              | 13              | 14              | 15              | 16              | 17              | 18              | 19              | 20              | 21              | 22              | 23              | 24              | 25              | 26              | 27              | 28              | 29              | 30              | 31              |                 |
| Gennaio         | Gi              | Ve              | Sa              | Do              | Lu              | Ma              | Me              | Gi              | Ve              | Sa              | Do              | Lu              | Ma              | Me              | Gi              | Ve              | Sa              | Do              | Lu              | Ma              | Me              | Gi              | Ve              | Sa              | Do              | Lu              | Ma              | Me              | Gi              | Ve              | Sa              |                 |
| Febbraio        | Do              | Lu              | Ma              | Me              | Gi              | Ve              | Sa              | Do              | Lu              | Ma              | Me              | Gi              | Ve              | Sa              | Do              | Lu              | Ma              | Me              | Gi              | Ve              | Sa              | Do              | Lu              | Ma              | Me              | Gi              | Ve              | Sa              | Do              |                 |                 |                 |
| Marzo           | Lu              | Ma              | Me              | Gi              | Ve              | Sa              | Do              | Lu              | Ma              | Me              | Gi              | Ve              | Sa              | Do              | Lu              | Ma              | Me              | Gi              | Ve              | Sa              | Do              | Lu              | Ma              | Me              | Gi              | Ve              | Sa              | Do              | Lu              | Ma              | Me              |                 |
| Aprile          | Gi              | Ve              | Sa              | Do              | Lu              | Ma              | Me              | Gi              | Ve              | Sa              | Do              | Lu              | Ma              | Me              | Gi              | Ve              | Sa              | Do              | Lu              | Ma              | Me              | Gi              | Ve              | Sa              | Do              | Lu              | Ma              | Me              | Gi              | Ve              |                 |                 |
| Maggio          | Sa              | Do              | Lu              | Ma              | Me              | Gi              | Ve              | Sa              | Do              | Lu              | Ma              | Me              | Gi              | Ve              | Sa              | Do              | Lu              | Ma              | Me              | Gi              | Ve              | Sa              | Do              | Lu              | Ma              | Me              | Gi              | Ve              | Sa              | Do              | Lu              |                 |
| Giugno          | Ma              | Me              | Gi              | Ve              | Sa              | Do              | Lu              | Ma              | Me              | Gi              | Ve              | Sa              | Do              | Lu              | Ma              | Me              | Gi              | Ve              | Sa              | Do              | Lu              | Ma              | Me              | Gi              | Ve              | Sa              | Do              | Lu              | Ma              | Me              |                 |                 |
| Luglio          | Gi              | Ve              | Sa              | Do              | Lu              | Ma              | Me              | Gi              | Ve              | Sa              | Do              | Lu              | Ma              | Me              | Gi              | Ve              | Sa              | Do              | Lu              | Ma              | Me              | Gi              | Ve              | Sa              | Do              | Lu              | Ma              | Me              | Gi              | Ve              | Sa              |                 |
| Agosto          | Do              | Lu              | Ma              | Me              | Gi              | Ve              | Sa              | Do              | Lu              | Ma              | Me              | Gi              | Ve              | Sa              | Do              | Lu              | Ma              | Me              | Gi              | Ve              | Sa              | Do              | Lu              | Ma              | Me              | Gi              | Ve              | Sa              | Do              | Lu              | Ma              |                 |
| Settembre       | Me              | Gi              | Ve              | Sa              | Do              | Lu              | Ma              | Me              | Gi              | Ve              | Sa              | Do              | Lu              | Ma              | Me              | Gi              | Ve              | Sa              | Do              | Lu              | Ma              | Me              | Gi              | Ve              | Sa              | Do              | Lu              | Ma              | Me              | Gi              |                 |                 |
| Ottobre         | Ve              | Sa              | Do              | Lu              | Ma              | Me              | Gi              | Ve              | Sa              | Do              | Lu              | Ma              | Me              | Gi              | Ve              | Sa              | Do              | Lu              | Ma              | Me              | Gi              | Ve              | Sa              | Do              | Lu              | Ma              | Me              | Gi              | Ve              | Sa              | Do              |                 |
| Novembre        | Lu              | Ma              | Me              | Gi              | Ve              | Sa              | Do              | Lu              | Ma              | Me              | Gi              | Ve              | Sa              | Do              | Lu              | Ma              | Me              | Gi              | Ve              | Sa              | Do              | Lu              | Ma              | Me              | Gi              | Ve              | Sa              | Do              | Lu              | Ma              |                 |                 |
| Dicembre        | Me              | Gi              | Ve              | Sa              | Do              | Lu              | Ma              | Me              | Gi              | Ve              | Sa              | Do              | Lu              | Ma              | Me              | Gi              | Ve              | Sa              | Do              | Lu              | Ma              | Me              | Gi              | Ve              | Sa              | Do              | Lu              | Ma              | Me              | Gi              | Ve              |                 |